# Clitoria irwinii
Clitoria irwinii är en ärtväxtart som beskrevs av Paul R. Fantz. Clitoria irwinii ingår i släktet Clitoria, och familjen ärtväxter. Inga underarter finns listade i Catalogue of Life.